# Ernest-Eugène Duboys
Pour les articles homonymes, voir Duboys.

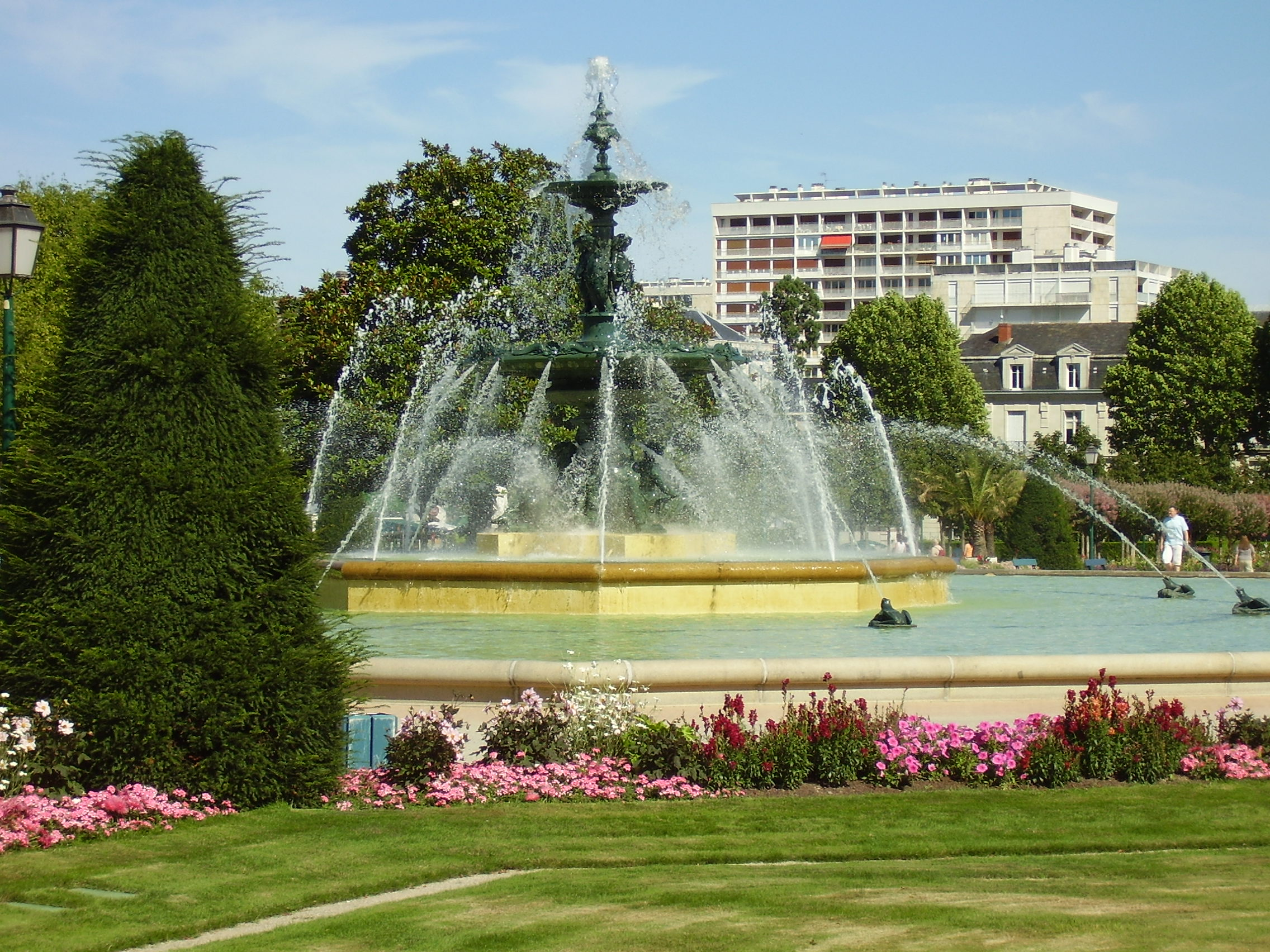
La fontaine du Mail, à Angers.

Ernest-Eugène Duboys ou Duboys d’Angers est un homme politique français né à Angers, le 16 janvier 1808, mort à Cannes, le 30 avril 1877.

## Biographie
Il est le fils de Jean-Jacques Duboys.
Député du Maine-et-Loire - Premier Président à la Cour d'appel d'Angers - Maire d'Angers (1851 - 1859)
Magistrat, il fut maire bonapartiste d'Angers (de 1851 à 1859). Durant son mandat municipal, il créait le service des eaux de la ville d'Angers et fait installer la fontaine du Mail sur le nouveau jardin du Mail.
Le 29 février 1852, il fut élu député au Corps Législatif pour la 1re circonscription de Maine-et-Loire, avec 18 990 voix sur 20 273 votants et 39 803 inscrits, contre 288 à M. Lefrançois, ancien représentant, et 113 à M. Bordillon. Il fut réélu, le 22 juin 1857, par 11 540 voix sur 23 594 votants et 38 808 inscrits, contre 10 276 à M. Bordillon et 1 876 à M. Tournaux. 
Il vota constamment avec le gouvernement. Ayant été nommé premier président de chambre à la cour d'Angers, il fut obligé de résigner son mandat de député, incompatible avec cette nouvelle fonction. Il fut remplacé au Corps Législatif par M. Legris.
Mandats à l'Assemblée : 
- 29/02/1852 - 27/11/1857 : Maine-et-Loire - Majorité dynastique
- 05/07/1857 - 13/10/1859 : Maine-et-Loire - Majorité dynastique

## Pour approfondir